# Big Muskie

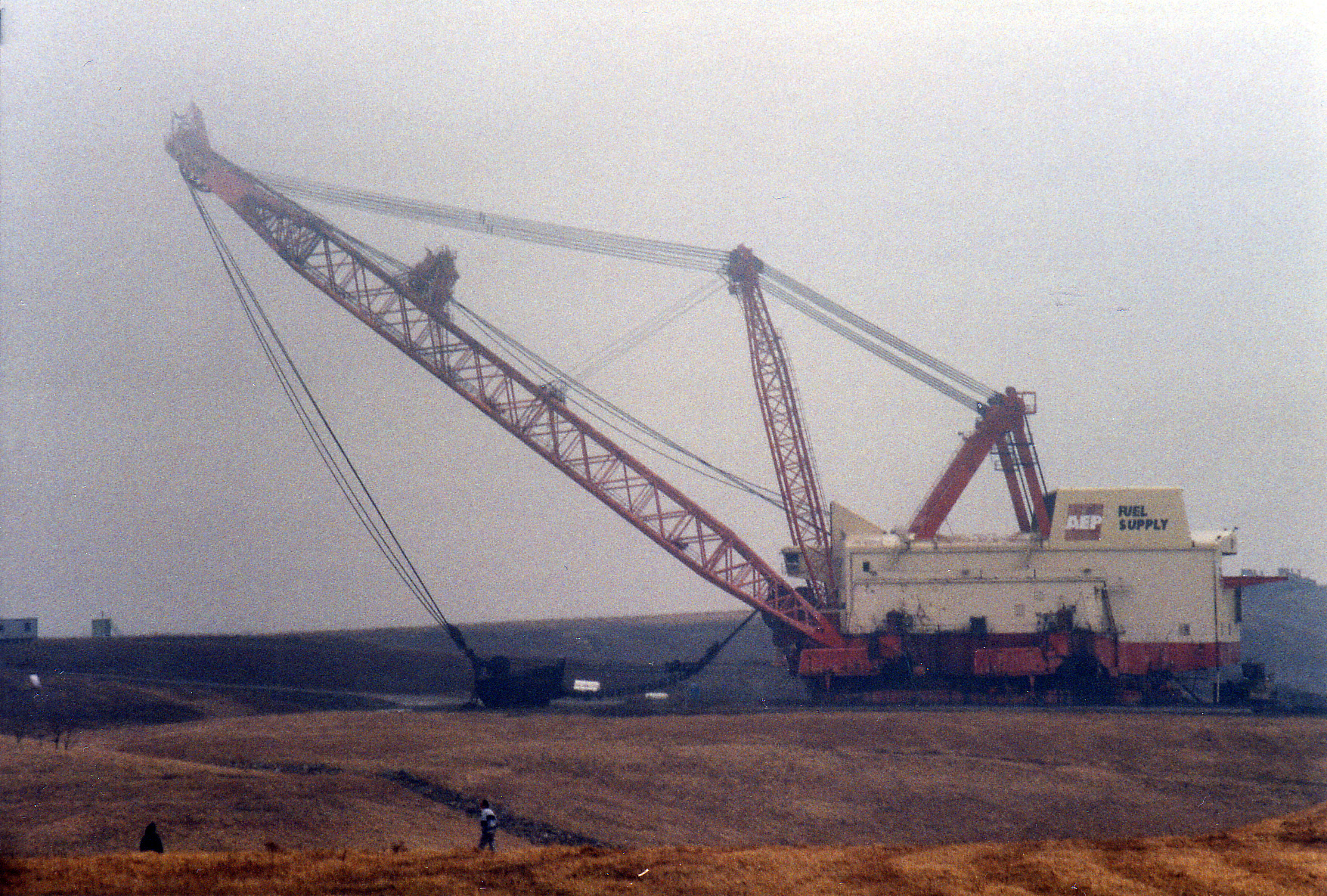
Il Big Muskie nel febbraio 1999

Big Muskie era una macchina escavatrice, (in inglese dragline), costruita dalla Bucyrus - Erie e, attiva dal 1969 al 1991, fu la più grande macchina escavatrice di tipo drag-line del mondo.

## Storia
Venne costruita nel 1969 dalla Bucyrus - Erie per conto della Central Ohio Coal Company, una divisione della American Electric Power e costò all'epoca 25 milioni di dollari. Fu la più grande macchina escavatrice di tipo drag-line del mondo, con un peso prossimo alle 13.000 tonnellate. Oltre 200.000 ore uomo furono necessarie alla sua costruzione, che si protrasse per due anni.
Operò negli Stati Uniti, in Ohio, dal 1969 al 1991, e fu alimentata da una linea elettrica a 13.800 volt. Riusciva a smuovere oltre 465 milioni di metri cubi di terra (il doppio di quanto necessario alla costruzione del canale di Panama), portando in superficie 20 milioni di tonnellate di carbone. 
Venne smantellato nel 1999, nonostante le richieste di mantenerlo attivo come museo. La benna, pesante 240 tonnellate, rimase sul posto come attrazione turistica.

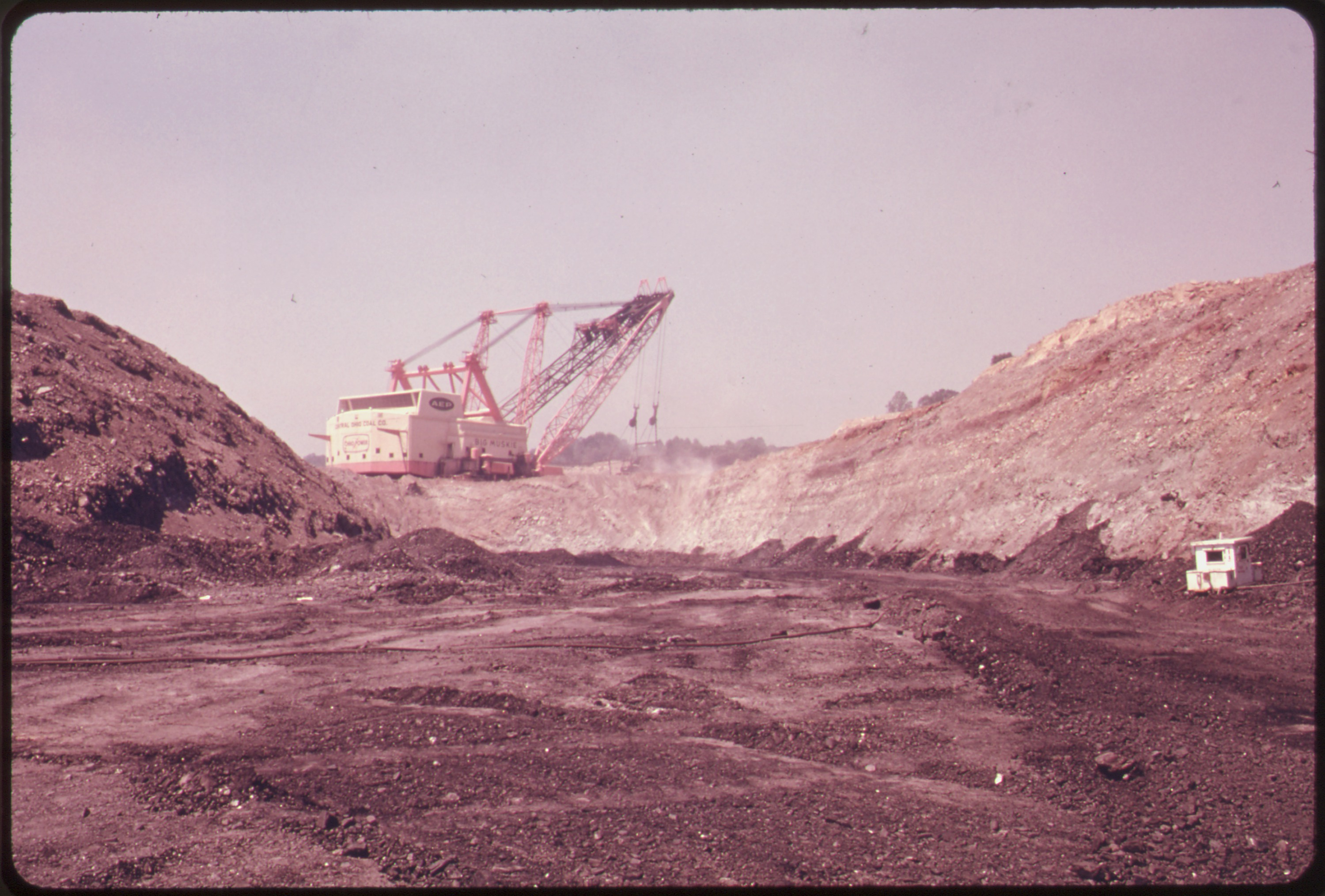
Big Musike vicino a Chandlersville, Ohio, luglio 1974.

Nel 1994 fu creata una riserva naturale, chiamata The Wilds, bonificando 10.000 acri di terreno (circa 40 chilometri quadrati) divelti negli anni dal Big Muskie. Il terreno, divenuto di proprietà del parco, è stato ripopolato con numerose specie animali africane, asiatiche e nordamericane.

## Dati tecnici
- Larghezza: 46 metri
- Lunghezza: 149 metri (con la benna a terra)
- Altezza: 68 metri
- Anno di fabbricazione: 1969
- Anno di smantellamento: 1999